# ヒゲおじさん
ヒゲおじさん (Higeojisan) は、梶浦孝博の漫画作品。

## 概要
2012年（平成24年）4月25日に漫画とグッズ販売を開始。首都圏のNewDays、BOOK EXPRESSにてコラボレーション商品を販売している。

## あらすじ
地上の遥か上空にあるヒゲの国のヒゲの神様は、地上の男性たちが軟弱になってしまったことを憂いていた。そこで男性たちにヒゲを生やそうと紳士妖精のカイゼルヒゲおじさんを地上に遣わそうとしたが、誤って見習い妖精のヒゲおじさんを地上へ落としてしまう。ヒゲおじさんはとある駅舎へと落ちて行き、駅長兼駅の販売員「ノブちゃん」と駅員兼売店の手伝いである「チョッちゃん」に助けられ共に生活する。

## 主な登場キャラクター
ヒゲおじさん
ヒゲの国の見習い妖精。ヒゲの神様の手違いで地上に落とされてしまう。上部がオレンジ色、下部が青色の服を着ている。性格は無邪気でノブちゃんをしばしば怒らせているが、行き場のない貧乏神の住む所を親身になって探すなど優しい面もある。お菓子が大好物。また、納豆も好む。詳細プロフィールは「妖精なので多分」であるが、性別は男性、血液型はO型、住所はノブちゃんの家、誕生日は8月8日（ヒゲの日）、職業はヒゲの妖精（見習い）である。
なっとうかめん
自称正義の味方であり、代金を支払わず品物を持ち帰ろうとしたドクロちゃんを懲らしめた。「豆」の字の描かれた服を着ている。必殺技はなっとうアタック、なっとうビーム。正体はヒゲおじさんであるが、本人は否定している。
ノブちゃん
町の小さな駅の駅長兼売店員の女性。成り行き上ヒゲおじさんの世話をする事になる。黒髪で後頭部にお団子を結っている。駅員の制服を普段は着用しているが、私服でピンク色のブラウスを着用する。また、駅員の制服で着用する帽子をヒゲおじさんとドロボーヒゲおじさんにくずかごにされてしまったことがある。性格は天真爛漫だが勤務態度は非常にまじめ。得意なスポーツは相撲。
ノブちゃんマン
町の小さな駅に現れる謎の鉄道の味方。「の」の字が描かれた服がトレードマーク。必殺技はノブちゃんマンスラッガー、ノブちゃんマンビーム（チョッちゃんに長い棒を支えてもらい、ノブちゃんマンの横から相手に当てる）がある。テーマソングがあり、民謡調である。正体はノブちゃんであるが、本人は秘密としている。
チョッちゃん
小さな駅の駅員兼売店手伝いの犬。ノブちゃんと同居している。毛色はグレー。
チョッちゃん探偵団
チョッちゃんを隊長にクロ、アネを隊員として編成された探偵団。
ヒゲの神様
ヒゲの国の神様。長く白いヒゲを蓄えている。地上にカイゼルヒゲおじさんを派遣しようとしたが手違いでヒゲおじさんを落としてしまう。貧乏神に同情し、ヒゲの神殿に住まわせようとしたことがある。そのとき、深く考えず貧乏神をぶしょうヒゲおじさんと命名した。
ドロボーヒゲおじさん
ヒゲおじさんととても仲の良い友人。ハンチング帽を被っている。所持する傘は唐草模様。そのルックスからしばしば本物の泥棒に間違われてしまう。
カイゼルヒゲおじさん
ヒゲの国では神様の次に偉い妖精。自称紳士妖精だが、キレやすい一面もある。黒に黄色いラインの入った帽子を被っている。ステッキを常に持っていて、自在に伸縮させることが出来る。
チョビヒゲおじさん
コミカルなチョビヒゲの妖精。内面はヒゲの妖精にしてはまともな性格をしている。
貧乏神
地上の世界に居づらくなりヒゲの国へやってくる。しかし結局地上に戻り現在はエコ蔵と共に暮らしている。
アネ
ノブちゃんの姉。好物はメロンパン。チョッちゃん探偵団の隊員でもある。
ドクロちゃん
自称世界最悪最凶の怪人。町に現れいろいろ占領しようとしている。顔はドクロで紫色のマントを着用している。いきなり駅前に隠れ家を建てた。代金を支払わずに駄菓子を持って行こうするがなっとうかめんに阻止されたことがある。また、ノブちゃんの帽子を盗った疑いをチョッちゃん探偵団にかけられたが実際には盗んでおらず、その際に隠れ家に置いてあったメロンパンをアネに食べられてしまったことがある。
ひらたさん
駅前の駄菓子屋のおばあさん。
クロ
チョッちゃんの友達の野良犬。チョッちゃん探偵団の隊員でもある。
エコ蔵
環境保護活動家。美しい地球環境と清貧を心から愛する男性。清貧な生活を自ら送り、環境を守る事の大切さを伝えたいと考えている。しかし少しでも金銭的余裕があると甘えてしまうため、貧乏神を家に住まわせている。

## 世界観
ヒゲの国
地上の遥か上空にあるヒゲの妖精の国。地上と繋がっており、地上からヒゲの国へ行くには妖精たちの傘を使用する。
ヒゲの妖精
ヒゲの国に住み、地上を見守っている。見習い妖精はお菓子を主食としているが、妖精へと成長するとほとんど何も食べなくなる。地上の男性にヒゲを生やすことが使命。魔法で人にヒゲを生やす事が出来る（男性に限らず女性にも生やす事は可能）。弱い男性がくじけそうになっているときに妖精がヒゲを通じてパワーを送る事で頑張る気持ちを呼び起こし、少しだけ強くする事が仕事。ヒゲの神様以外の妖精は皆同じ上部がオレンジ色、下部が青色のユニフォームを着用している。
町の小さな駅
ノブちゃんが駅長を勤める駅。駅員はノブちゃんとチョッちゃんしかおらず、非常に小さな駅である。改札も手動である。中には売店があり、運営は駅員の二人が受け持つ。

## タイアップなど
- JR東日本グループのJR東日本リテールネットが運営するコンビニ「NewDays」および書店「BOOK EXPRESS」にてエキナカ限定オリジナルグッズ、漫画のコラボ販売が2012年4月25日から5月31日まで期間限定で行われていた。[1]
- 女子美術大学芸術学部芸術学科でヒゲおじさんプロジェクト「ひげぷろ!」が立ち上がった。[2]

## 単行本
- 2012年4月20日発行　長崎出版 ISBN 978-4-86095-497-0